# Raduha (wieś)
Raduha – wieś w Słowenii, w gminie Luče. W 2018 roku liczyła 231 mieszkańców.